# Siège du Ministère de l'Agriculture (Pyongyang)
Le siège du Ministère de l'Agriculture en République démocratique populaire de Corée est un bâtiment remarquable de Pyongyang. 

## Localisation
Le bâtiment du Ministère de l'Agriculture se situe sur la place Kim Il-sung à Pyongyang. Il fait face au Siège du ministère du commerce extérieur de Corée. 

## Architecture
Le Siège du ministère de l'Agriculture est de forme rectangulaire : la façade mesure 70 m de long et les côtés mesurent 80m de long. Le bâtiment est pourvu d'une cour intérieure. Le style stalinien est présent sur la façade qui est pourvu de grandes fenêtres. Sur le toit, se trouve un grand drapeau nord coréen et sur les côtés des écritures en coréen disant « La démocratie de Joseon, hourra la République populaire ! »
Un portait officiel du leader Kim Il-sung étant jeune était présent sur la façade mais en 2012, après la mort de Kim Jong-il, le portait a été retiré. 